# Сибуя, Анна
А́нна Сибу́я Дже́рван (порт. Anne Shibuya Gervan; род. 1985, Монтис-Кларус, Минас-Жерайс) — бразильская кёрлингистка.

## Достижения
- Чемпионат Бразилии по кёрлингу среди смешанных пар: золото (2016).

## Команды
| Сезон                                               | Четвёртый       | Третий           | Второй                | Первый          | Запасной                              | Турниры                          |
| --------------------------------------------------- | --------------- | ---------------- | --------------------- | --------------- | ------------------------------------- | -------------------------------- |
| 2016—17                                             | Aline Goncalves | Isis Oliveira    | Alessandra Barros     | Анна Сибуя      | Лусиана Баррелла                      |                                  |
| 2023—24                                             | Анна Сибуя      | Лусиана Баррелла | Sarah Lippi           | Isabelle Campos | Marcélia Melo тренер: Frank Odriscoll | ПКЧ 2023 (11 место)              |
| Кёрлинг среди смешанных команд (mixed curling)      |                 |                  |                       |                 |                                       |                                  |
| 2018—19                                             | Анна Сибуя      | Клаудио Алвес    | Лусиана Рейс Баррелла | Erick Santos    | тренер: Matthew Gervan                | ЧМСК 2018 (33 место)             |
| Кёрлинг среди смешанных пар (mixed doubles curling) |                 |                  |                       |                 |                                       |                                  |
| 2016—17                                             | Марсиу Серкинью | Анна Сибуя       |                       |                 | тренер: Karen Watson (ЧМСП)           | ЧБСП 2016 · ЧМСП 2017 (28 место) |
| 2017—18                                             | Анна Сибуя      | Клаудио Алвес    |                       |                 |                                       | ЧБСП 2017 (5 место)              |

(скипы выделены полужирным шрифтом)

## Частная жизнь
Замужем. Муж Мэтью Джерван (англ. Matthew Gervan) — кёрлингист и тренер по кёрлингу, в частности, тренер сборной Бразилии на чемпионате мира среди смешанных команд 2018.